# Combo Niños
Combo Niños es una serie animada francesa creada por SIP Animation en colaboración y transmisión de Jetix Europe. La serie trata sobre las aventuras de 4 niños practicantes de Capoeira con la misión de proteger la ciudad de Novanizza del ataque de unas criaturas místicas de otra dimensión que se conocen como Divinos. El género de animación es Anime-Influenciado y sitcom en flash.
Los Combo Niños tienen la habilidad de transformarse en seres místicos con forma animal al tocar uno de los tótems que tienen los Divinos (puede ser cualquier tótem de alguno de ellos). Luego de transformarse, poseen habilidades únicas que les sirven para la batalla contra los Divinos. Después de la pelea, al estar juntos, pueden usar un ataque especial llamado Super Explosión, que permite regresar un Divino a su dimensión. 
La serie se estrenó en Latinoamérica el 13 de diciembre de 2008 en el canal Jetix y en España también se estrenó en Jetix el 13 de enero de 2009.
Luego en 2010, Disney XD volvió a emitir la serie hasta 2011.

## Análisis
La Serie se desarrolla en un ambiente parecido al de los países de Latinoamérica, en particular México, Brasil, Perú, Venezuela y Colombia, esto se nota por la vestimenta de la gente, los alimentos, los nombres, los animales, la música, el ambiente de la ciudad, las estatuas mostradas, la Capoeira e incluso con algunos Divinos que hacen parte de mitología de las tribus antiguas y naturaleza local, y un deporte llamado Novanoc que hace parodia al juego antiguo de los Mayas, el juego de pelota mesoamericano (En maya pok-ta-pok). Aunque también pueden verse influenciados algunas cosas de Francia, país donde fue creada la serie, como el parkour, por el hecho de que muchas veces saltan y trepan de edificios, y un divino llamado búfalo que menciona sus comidas como "buffets", típica comida francesa.
El diseño de los personajes es carismático, especialmente por sus expresiones.

## Personajes

### Principales
Los Combo Niños son 4, todos tienen 11 años sus nombres son: Serio, Paco, Azul y Pilar.
- Serio: Es uno de los combo niños, mejor amigo de Pilar y su tótem es el Tigrillo; Es el sensible del equipo; Serio es tranquilo, pero a la vez es bastante carismático, le gusta la poesía, tocar el piano y las artes, aunque a veces no le gusta admitirlo y no presume de sus habilidades, su comida favorita es el pescado, es cómico y sarcástico y al igual que Pilar, también le gusta algunas cosas raras, aunque no tanto como ella; él tiene un secreto y es que él está locamente enamorado de Azul, pero tiene miedo de declararle su amor ya que el piensa que Azul lo rechazaría. Cuando se transforma en Tigrillo, sus habilidades son: la velocidad, la Agilidad y la fuerza en sus garras.

- Paco: Es uno de los combo niños y su tótem es el Toro; Es el fuerte del equipo; Paco es competitivo y rudo, aunque a veces, puede exagerarse, sentir mucho orgullo y llegar a presumir, especialmente en su deporte favorito, el Novanok; Paco llega a ser algo arisco y tiene muy mal genio cuando se molesta por algo, y también es algo necio pero es muy buena persona y un buen amigo; Cuando se transforma en Toro, sus habilidades son: la Fuerza Sobrehumana, capaz de demoler un edificio y provocar ondas sonoras de choque, además de ser algo grande.

- Azul: Es una de los combo niños y su tótem es el Águila; Es la inteligente del grupo; Azul es tranquila y seria, le gusta el estudio, la moda y es intuitiva para las cosas, aunque llega a ser bastante mandona; Azul tiene un aparato que sirve para detectar y localizar a los Divinos llamado Divino Berry y para las batallas, por ser la más inteligente, es la que planea la forma de como detener y atrapar a los divinos; Azul no sabe que a Serio le gusta ella, pero en capítulos como el búfalo malvado, el gaseoso, [se puede notar que esta nerviosa después de ser rescatada por Serio] beso, beso, amor amor, el geco, fantásticos super niños, la noche de los zombis locura primate, y suerte es notorio que no es le es indiferente. Tiene un problema, y es que ella le tiene fobia a los insectos y a las serpientes. Cuando se transforma en Águila, sus habilidades son: Volar, Provocar poderosas Ráfagas de viento, controlar a las aves y provocar sonidos que lastiman el oído gravemente.

- Pilar: Es una de los combo niños, mejor amiga de Serio y su tótem es la Iguana; La carismática del grupo; Pilar es excéntrica y alegre, le gustan muchas cosas raras, además de comer cosas como insectos, pescados crudos y hasta algunas plantas, aunque su comida favorita en el helado de pistache y frambuesa con maní; Pilar es muy diferente a los demás, especialmente cuando baila o toca instrumentos, por lo que a veces se entristece cuando le dicen que es rara y se vuelve insegura, además de inocente; es muy distraída, aún en batallas, pero aun así ocasiones puede llegar a tener ideas que ayudan en la batalla, aunque parezca algo loca. Cuando se Transforma en Iguana, sus habilidades son: La elasticidad en muchas partes de su cuerpo para atrapar a los divinos a nivel de actuar como resortera.

#### Los Maestros
- El Maestro Grinto: Es el maestro de los combo niños en lo referente a la capoeira y a la lucha contra los Divinos, antes era también un combo niño y su tótem es el mono; Grinto apoya mucho a los combo niños especialmente en los problemas que tienen en su vida, animándolos y mostrándoles el camino correcto, y por lo regular, siempre menciona esta frase: "No creen, yo si", refiriéndose que el puede estar en lo correcto; trabaja como bibliotecario en la escuela donde estudian los combo niños. Cuando los divinos regresan al mundo son asegurados con su tótem, el del mono, y si son liberados otra vez aparecerán con el suyo.

- Cabeza Vieja: Es otro Maestro de los combo niños, y anteriormente fue también un combo niño y maestro de Grinto, su tótem es el alas de dragón (dragonfly, inglés para libélula); Cabeza en si, es una cabeza, ya que cuando entrenaba a Grinto, en una batalla contra un Divino, el término por ir al mundo Divino, y por ser un maestre, su cuerpo fue convertido totalmente en una cabeza de piedra, aun así conserva su vida y apoya a Grinto en el entrenamiento de los combo niños actuales, aunque su carácter es algo rudo y quiere imponer la forma clásica del entrenamiento; Su nombre real es Bernie.

### Villanos
- Diadoro: Anteriormente era el Alcalde de Nova Nizza, pero debido a su adicción al poder, terminó perdiendo en las últimas elecciones donde ahora gobierna la Alcaldesa; ahora por esto, el busca la forma de derrocar a la Alcaldesa y volver a ser Alcalde, por lo que, con ayuda de su asistente Gómez, buscan los portales donde pueden invocar a los Divinos que necesitan para derrocar a la alcaldesa, pero siempre termina perdiendo, ya que los Divinos no siguen órdenes, aunque a veces le siguen el juego ya que Diadoro es muy tonto.

- Gómez: Él es un científico que sabe dónde se localizan todos los portales de los Divinos y la forma de como invocarlos para ayudar a su Jefe Diadoro, Siempre inventa artefactos para invocar a los divinos y también para poder intentar controlarlos, pero estos últimos siempre terminan fallando; aun cuando Diadoro lo trata como esclavo, Gómez siempre apoya a Diadoro.

### Secundarios
- Señorita Soledad: Es la maestra de la escuela donde estudian los combo niños, es tranquila y agradable, y le gusta enseñar a los niños, aún usando algunos juegos y divirtiéndose con ellos, Pero es limitada por el director Bronca debido a que el piensa que ella no le enseña correctamente a los niños.

- Director Bronka: Es el director de la escuela donde estudian los combo niños, es gruñón y estricto, busca que los niños sean educados de forma adecuada sin importar lo que suceda afuera o de como enseñen los maestros, especialmente con la maestra Soledad.

- Alcaldesa Ruelas: Es la alcaldesa de Nova Nizza y casi siempre que Diadoro es derrotado ella encuentra la manera de desacreditarlo aún más de lo que ya está. En el episodio "Intercambio" se da a entender que es doctora, aunque no se deja en claro en qué es su doctorado.

- Miguel: Es un niño del colegio Benjamino y fan de los combo niños, aún sin saber que los combo niños son sus compañeros de clase.

- Mili: Compañera de los combo niños y gran amiga de Miguel, se lleva bien con todo el mundo y es muy animada.

- Rafa: Es un niño del colegio de los combo niños y aunque esté en silla de ruedas es un excelente jugador de novanok y se le da muy bien hacer piñatas.

- Telmo: Es otro compañero de los combo niños. es algo guapo y casi todo el tiempo está hablando de él. Es el gran rival de Paco y compinche de Perla.

- Perla: Es otra del colegio y es una niña rica y muy estirada. Se cree que es la mejor y se pasa el día fastidiando a todo el mundo, en especial a Pilar, porque siempre está celosa de ella.

### Divinos
Las Criaturas místicas de otro mundo que anteriormente han estado en el mundo de los humanos pero provocando desastres y caos, hasta que fueron regresados a su mundo; La mayoría de los divinos buscan la conquista del mundo de los humanos, pero atrapados en su mundo no pueden ir, lamentablemente la ambición de Diadoro ha provocado que regresaran a volver al mundo de los humanos, y aunque Diadoro quiere que le sigan sus órdenes, ellos no le hacen caso, aunque algunos se hacen interesados en ayudarlo hasta que llegue el momento de liberarse y volver a intentar conquistar el mundo. Los Divinos al estar en el mundo de los humanos, tienen en alguna parte de su cuerpo, uno de los tótems que ayuda a los combo niños a transformarse, si son liberados otra vez tendrán el tótem de Grinto, y los que no son liberados tendrían el de Cabeza vieja.
- Duplico: Si es tocado, se transforma en la persona que lo tocó, con cada transformación se vuelve más grande y fuerte. Curiosamente, a él le gusta cantar y bailar, pero según Paco no es muy bueno (El tótem es de Pilar, lo tiene en el oído derecho de la cabeza, aunque en "El Ataque de los Combo Divinos" pasa a ser el de Grinto)

- Insecto: Controla a los insectos y puede con ellos, crear insectos gigantes. Es muy gruñón y orgulloso, y actúa como un militar. Afirma querer vengar a su padre quien fue aplastado, aparentemente porque interpretó sus últimas palabras (un gemido de dolor) como la petición de ser vengado (El tótem es de Azul, lo tiene en el ala derecha, aunque en "El Ataque de los Combo Divinos" pasa a ser el de Grinto)

- Búfalo: es enorme y devora todo a su paso, incluyendo edificios y gente. Es lento y glotón, y puede lanzar fuego de la boca, lo cual el llama "tener agruras" (El tótem es de Serio, lo tiene en la base de la cola, aunque en "El Ataque de los Combo Divinos" pasa a ser el de Grinto)

- Perro cerebro: Un perro gigante que de seguro es la pesadilla de todo entrenador. Fue liberado con el fin de desenmascarar a los combo niños y revelar su identidad (El tótem es de Paco, en su lomo).

- Señor sueño: Puede dormir a los demás y hacerles soñar lo que más desean por mucho tiempo. Es perezoso, pasivo y tiene ovejas como mascota que pelean por el.  (El tótem es de Paco, en su hombro derecho).

- El Mariachi loco: Un combo de 4 divinos que al tocar música mariachi hacen bailar a los demás sin parar. Se dividen en: Guitarro (en la guitarra), Violinero (en el violín), Trompetero (en la trompeta) y El Bebé (tamborilero). (Todos tienen un tótem en el pecho. Guitarro el de Azul, Violinero el de Serio, Trompetero el de Paco y El Bebé el de Pilar).

- El Gaseoso: Es apestoso y crea nubes de gas tan fuertes que encierran a los demás. Es sentimental y vengativo. (El tótem es de Serio, en el interior de su abdomen).

- Bebé Divino y su Madre: Bebé divino es un bebé que causa desastres con su sonajero, y puede causar temblores con su llanto. Su madre lo protege contra todo. (Sus tótems son de Paco, Madre lo tiene en su espalda y bebé sólo tiene medio tótem por no estar desarrollado).

- Beso beso amor amor: Una divina con forma de muñeca que al verla hace que todos la quieran y también puede enamorar a las personas, con tan sólo verla, y su poder no funciona con personas que llevan lentes (El tótem es de Pilar, en la planta del pie).

- Selvasa: Controla a las plantas y con ellas, utilizarlas para atacar a los demás. Tiene una rana mascota llamada Rengie que pelea por ella. Tiene dos lados, por uno es un árbol viejo y por otro una princesa. Su mayor debilidad es el frío (El tótem es de Paco, en un árbol que le da el poder).

- Sportivo: Un divino deportista, con un contrato de que cuando alguien anota 100 puntos en Novanok tiene el poder de controlar Nova Nizza. Fue liberado con el fin de ayudar a los Caballeros de Nova Nizza a ganar un partido de Novanok contra Metrocan. Tiene pie de atleta, es un poco ingenuo, y es muy mal perdedor (el tótem es de Paco, en su hombro derecho).

- Súper señor agua: Un viejo lobo de mar con tentáculos y una mano de tenaza. Controla las mareas y se comunica con criaturas marinas. Es estricto y gruñón (el tótem es de Paco, en su tenaza).

- El Gecko: Un lagarto gigante que con su cola puede lanzar pintura y pintar en donde sea. Es muy veloz y con cada adulación se vuelve más fuerte (El tótem es de Serio, en la punta de su cola).

- Loro y Ave: Dos mellizos divinos que nunca paran de discutir, y siempre por la misma razón: cual de los dos es mejor. Sus plumas pueden hacer que la gente discuta y que los apoyen. Son idénticos salvo sus plumas, las de Loro son amarillas y las de Ave son azules (Los tótems son de Paco y Serio, ambos en sus alas izquierdas, Loro el de Serio y Ave el de Paco).

- Guismo: Un divino inventor, de dos cabezas. Fue liberado con el fin de arreglar el dinosaurio robot para el programa de Diadoro (el tótem es de Serio, en su espalda).

- El Combo divino: Una fusión entre tres divinos: Duplico, Insecto y Búfalo. Es un divino con las tres cabezas de los divinos y sus mismos poderes, y también hay poderes nuevos como "El baile de la destrucción" de Duplico. Se formó cuando los volvieron a liberar y los combo niños tocaron sus tótems de Grinto por error (los tótems son de Grinto, 3 en la espalda).

- Mama-Conda: Una serpiente gigante que devora rocas. Tiene 4 hijos, de los cuales una es hembra y dice llamarse Serpia, y se hace amiga de Azul (el tótem es de Azul, en la Nuca).

- Mono: Un primate que le obliga a los humanos a hacer lo que digan y puede convertirlos en simios con tan solo escucharlo (el tótem es de Paco, en la muñeca derecha).

- Cambiador: Puede cambiar las almas de cualquier cosa viviente y sabe usar la vara divina, la cual puede cambiar Nova Nizza con el mundo divino y viceversa (el tótem es de Serio, en su espalda).

- Deceptiva: Divina mentirosa y engañosa, lo que toda madre describe como "una chiquilla malcriada". Puede transformarse en cualquier cosa para hacer travesuras. Siempre la acompaña su gecko / camaleón mascota Judy (El tótem es de Pilar, en su mejilla).

- Chiquito: Puede convertir a todos en niños, y también regresarle sus recuerdos de joven con tan solo tocarlos. Es inmaduro, infantil y malcriado (el tótem es de Pilar, en la palma de su mano).

- Fortuna: Controla la buena y la mala suerte. Ama la moda y es vanidosa. Es hermosa, excepto cuando es gigante (El tótem es de Serio, en su espalda).

- Cerebrino: Cree que lo sabe todo, aunque ignora muchas cosas. Puede controlar la mente de los humanos o hacerles creer que son animales. Sus asistentes son unos torpes roedores de cerebros grandes (El tótem es de Pilar, en su cabeza).

- Avaricioso: Divino de la riqueza y el poder, capaz de manipular a los más ricos con el fin de quitar sus riquezas, y también con el dinero puede llegar a tener poder sobre la ciudad. Curiosamente, todo el que cae bajo el hechizo de Avaricioso, además de usar un atuendo parecido al de éste, habla solo en rimas, lo que según el propio Avaricioso es la parte que más odia de su hechizo (El tótem es de Paco, en la muñeca derecha).

- Magnífico: Un divino poderoso, de muy buena fama, aunque muy destructivo. Cuando fue liberado utilizó el cuerpo de Diadoro para robar las reliquias de la ciudad. Su mayor debilidad, lógicamente es, su monstruosa vanidad (El tótem es de Paco, en su ombligo).

- Sats: Un divino monstruo que convierte a los demás en monstruos y Zombis, y también puede controlar a los murciélagos, de los cuales uno se llama Jack y es su mascota. Era muy maltratado en el mundo divino y quería celebrar su cumpleaños en la ciudad, pero al final todos lo respetan (El tótem es de Serio, encima de su cabeza).

### Otros Divinos
- Sapo Divino: Un sapo divino gigante que no fue liberado pero cuando Azul entró al mundo divino el quería besarla. Aparece en el episodio "Los dobles" (el tótem sería el de Cabeza vieja por no haber sido liberado después de su supuesta última batalla).

- Parásito: Vive dentro de búfalo y no tiene intención de dominar el mundo o causar desastres. Es solitario y amoroso, y sus únicos amigos son Diadoro y Gómez (su tótem sería el de Serio, como el de búfalo, y en "El ataque de los Combo Divinos" pasaría a ser el de Grinto, aunque en este episodio no fue mostrado).

- Calamar: Es gigante y destructivo, y tiene los brazos largos. Fue liberado con el fin de que Diadoro salvara la ciudad pero fue rápidamente derrotado por los combo niños. Aparece al inicio del episodio "Máscaras" (El tótem es de Pilar, en su cuello).

- Los hijos de Mama-Conda: Son los cuatro hijos de Mama-Conda que cuando Mama-Conda fue devuelta al mundo divino ellos se quedaron y los tres machos de ellos la liberaron otra vez. Tres de ellos son machos y tienen intención de ser destructivos. La cuarta hija es Serpia, es hembra y bastante amorosa y sin intención de destruir el mundo, y se hace amiga de Azul (los tótems son de Azul, al ser liberada otra vez su madre y los tres machos se fusionan con ella)

- Elefanto: Un elefante rosado y gigante visto en algunos episodios. En "Dentro del mundo Divino" los combo niños luchan con él, y el "El niño grinto" se ve que es él quien envió a Bernie (Cabeza vieja) al mundo divino hasta convertirlo en una cabeza vieja. Hasta el momento no ha vuelto a ser liberado (El tótem sería el de Cabeza Vieja por no haber sido liberado después de su última batalla).

## Capítulos
- 01.Los Dobles
- 02.Insecto Gigante
- 03.El Búfalo Malvado
- 04.Máscaras
- 05.El Divino del Sueño
- 06.El Mariachi Loco
- 07.El Gaseoso
- 08.El bebé Divino
- 09.Beso, Beso, Amor, Amor
- 10.Viva Selvasa!
- 11.Los Caballeros de Nizza
- 12.Señor Súper Agua
- 13.El Geco
- 14.Pajarracos Peleoneros
- 15.Los Fantásticos Súper Niños
- 16.El Ataque de Los Combo Divinos
- 17.Mamá Conda
- 18.Locura Primate
- 19.La noche de los zombies (Solo emitida en Europa)
- 20.Intercambió
- 21.Dentro del mundo divino
- 22.El niño Grinto
- 23. Suerte
- 24.El código divino
- 25.Paco millonario
- 26.El divino Diadoro